# Línea de tendencia
En análisis técnico, la línea de tendencia es la recta que une los mínimos crecientes que forman una tendencia alcista o los máximos decrecientes que forman una tendencia bajista. Teóricamente, su perforación (al alza si une máximos, a la baja si une mínimos) significa el final de la tendencia e inicio de una fase nueva. 